# Blåsfisk
Blåsfisk (Sphoeroides maculatus) är en fiskart som först beskrevs av Marcus Élieser Bloch & Johann Gottlob Schneider 1801.  Blåsfisk ingår i släktet Sphoeroides och familjen blåsfiskar. Inga underarter finns listade.